# Marlborough House
Marlborough House è una residenza di Westminster, Londra, in Pall Mall subito ad est di St James's Palace. Fu costruita per Sarah Churchill, Duchessa di Marlborough, la favorita e confidente della Regina Anna. La Duchessa voleva che la sua nuova casa fosse "forte, semplice e comoda". Christopher Wren, padre e figlio, progettarono un edificio in mattoni con angoli in pietra che fu completato nel 1711. Per i lavori in ferro battuto, come i corrimani delle scale, fu chiamato a lavorare Jean Tijou, uno dei mastri ferrai più famosi d'Inghilterra. Per più di un secolo fu la residenza londinese dei Duchi di Marlborough.

## Storia

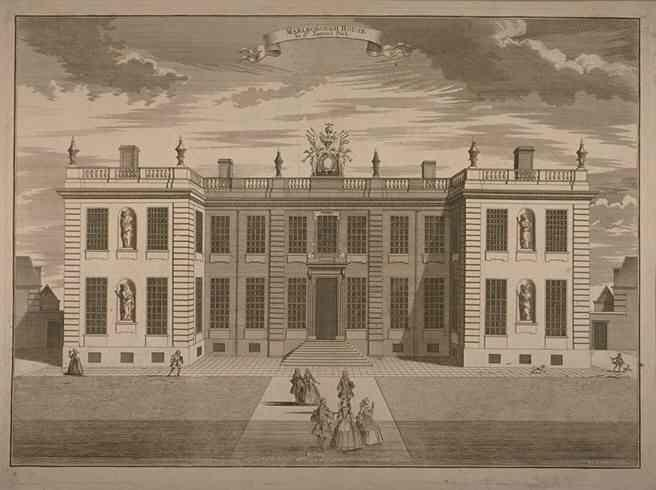
Illustrazione del 1750, di John Bowles, che mostra il giardino di fronte alla casa, nella sua forma originaria a due piani.

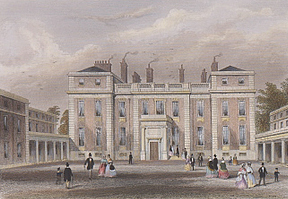
Questa veduta del fronte principale fu pubblicata negli anni 1850, prima delle aggiunte di Pennethorne mostra un piano in più sulle ali, che poi ebbero un quarto piano, mentre la sezione centrale un terzo.

La casa divenne proprietà della Corona nel 1817. A partire dal 1820 ci furono progetti per la demolizione di Marlborough House per far posto a una struttura di dimensioni simili a una delle due che compongono Carlton House Terrace, idea che compare in alcune mappe dell'epoca, tra cui quella di Londra del 1830 di Christopher e John Greenwood, ma la proposta non fu accolta. La casa venne usata da vari membri della famiglia reale: dal 1837 al 1849 fu la residenza ufficiale della regina Adelaide di Sassonia-Meiningen, vedova di Re Guglielmo IV e dal 1853 al 1861 il Principe Alberto la organizzò per essere usata dalla "National Art Training School", poi Royal College of Art. Dopo questo periodo la casa fu notevolmente ingrandita per il Principe di Galles su progetto di Sir James Pennethorne (1861-63), che aggiunse un ordine di stanze sul lato nord e un profondo portico. Dal 1863 fino a che divenne Re Edoardo VII nel 1901, fu la residenza del Principe e della Principessa di Galles, divenendo fra i centri della vita sociale di Londra. Qui vi nacque nel 1865 il futuro Giorgio V.
Il salone cubico è decorato con dipinti murari di Louis Laguerre della Battaglia di Blenheim. Una cupola inserita nel soffitto è incorniciata da dipinti di Orazio Gentileschi per la Queen's House, 1636. Sui lati del Salone ci sono scale gemelle, con altri dipinti bellici di Laguerre. La maggior parte degli interni è stata alterata (Pevsner).
Una fontana tardo Art Nouveau-neogotica di Alfred Gilbert (1926-32) sul muro di Marlborough Road commemora Alessandra, la moglie di Edoardo VII.
Nel 1936 Marlborough House divenne la residenza ufficiale della Regina Madre Mary di Teck, vedova di Re Giorgio V. Dopo la sua morte, nel 1953, la regina Elisabetta II la cedette in uso al Segretariato del Commonwealth, che la utilizza ancora oggi.
Quando la Regina era nel palazzo, era issato il suo stendardo personale.
Marlborough House è di solito aperta al pubblico ogni settembre per l'Open House Weekend.